# Karim Benzema
Karim Mostafa Benzema (arabul: كريم بن زيما, magyaros átírásban: Karím ibn Zíma; Lyon, 1987. december 19. –) algériai származású francia válogatott labdarúgó, jelenleg az el-Áttihád játékosa. Alapvetően csatár, de játszik szélsőként is. Gyakran a világ egyik legjobb csatáraként tartják számon. A Real Madrid történetének második legeredményesebb gólszerzője. 2022-ben neki ítélték az Aranylabdát.
2023-ban 14 év után elköszönt a Real Madrid csapatától. 354 góljával a klub második legeredményesebb játékosaként távozott.
Benzema Lyonban született és itt is kezdte labdarúgó karrierjét a Bron Terraillon csapatában. 1996-ban igazolt a városi óriáshoz, az Olympique Lyonhoz. 2004-ben mutatkozott be a felnőtt csapatban. A 2007–08-as bajnokság legjobb góllövője lett 20 rúgott góllal. Az ezt követő szezonban 17 bajnoki gólig jutott, amivel felkeltette a nagyobb klubok figyelmét. Ennek eredményeképpen 2009 nyarán a Real Madrid leigazolta a fiatal tehetséget. Első szezonja nem sikerült túl jól, azonban José Mourinho irányítása alatt teljesen megváltozott, és többek között az ő góljaival a Real Madrid 18 év után ismét elhódította a spanyol kupát. Remek naptári évének köszönhetően 2011 decemberében megkapta Az év francia játékosa díjat.
A francia U17-es válogatottban kezdte nemzetközi karrierjét, 2004-ben 2 mérkőzésen 1 gólt szerzett. Csapatával megnyerte a 2004-es U17-es labdarúgó-Európa-bajnokságot. A felnőtt válogatottban 19 évesen, 2007 márciusában debütált Ausztria ellen, amelyen rögtön gólt is szerzett. Szerepet kapott a 2008-as Európa-bajnokságon, 2 mérkőzésen lépett pályára, Románia és Olaszország ellen a csoportküzdelmek során.

## Pályafutása

### Lyon

#### Kezdeti időszak
Benzema Bron Terraillonban kezdte pályafutását, mielőtt csatlakozott volna a Lyonhoz. A nagy csapat játékosfigyelői fedezték fel az akkor 9 éves Karimot és 1996-ban le is igazolták a fiatal francia játékost. Az utánpótlás csapatokban remekül szerepelt, rengeteg gólt szerzett, amivel felkeltette a Lyon akkori edzőjének, Paul Le Guen figyelemét.
2005. január 15-én mutatkozott be a francia bajnokságban a Metz ellen. A 77. percben állt be csereként, majd ő adta csapata második góljához a gólpasszt, így csapat 2–0-ra megnyerte a mérkőzést. Öt nappal később aláírta első, 3 évre szóló profi szerződését a Lyonnal. A következő két szezonban összesen 34 mérkőzésen lépett pályára, melyeken 6 gólt szerzett, mely tartalmazta az első bajnoki gólját az Ajaccio ellen, illetve első Bajnokok Ligája gólját is a Rosenborg ellen.

#### Az áttörés
A 2007–08-as szezonban jó pár kulcsjátékos távozott a klubtól, mint például Florent Malouda, John Carew vagy Sylvain Wiltord, így a 19-es mezszám helyett megkapta a 10-es mezt, amivel a csapat klasszikus csatárává lépett elő. A csapat új edzője, Alain Perrin irányítása alatt stabil kezdő lett Benzema, és a szezon 52 mérkőzésén 31 gólt szerzett. 20 bajnoki góljával gólkirály lett a francia bajnokságban, 4 gólt szerzett a Bajnokok Ligájában, és 7 gólt a francia kupában és a ligakupában, amelyekkel hozzásegítette csapatát a duplázáshoz.
A Bajnokok Ligájában rendkívül fontos 2 gólt szerzett a Rangers ellen, melynek köszönhetően 3–0-ra nyert csapata, így továbbjutott a BL egyenes kieséses szakaszába. A nyolcaddöntőben a Manchester Uniteddel találkozott a Lyonnal, Benzema pedig ellenük is betalált. A Manchester United jutott tovább 2–1-es összesítéssel, Sir Alex Ferguson és a manchesteri csapat játékosai Benzema teljesítményét dicsérték a párharc után.
2008. március 13-án meghosszabbította szerződését, mely 2013-ig kötötte a Lyonhoz. Ezzel a szerződéssel Benzema az egyik legjobban fizetett játékos lett a francia bajnokságban. Remek teljesítményének köszönhetően bekerült Az év csapatába Franciaországban, és az Az év játékosa címet is megkapta, illetve a gólkirályi trófeát is hazavihette.

#### 2008–2009-es szezon

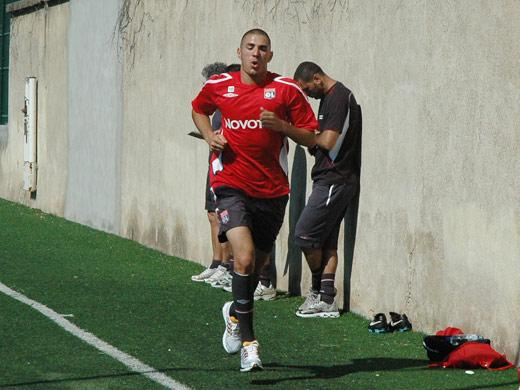
Benzema egy edzésen még a Lyon játékosaként

A bajnoki nyitányon rögtön 2 góllal kezdett a Toulouse ellen. Benzema remek szereplésének okán a Lyon elnöke 100 millió euróra tűzte ki Benzema kivásárlási árát. A Bajnokok Ligájában az egyik legjobb góllövő lett a csoportküzdelmek alatt a maga 5 góljával. 2 gólt szerzett a Fiorentina és a Steaua Bukarest ellen, illetve egyet a Bayern München ellen. Később ő maga és csapata is hullámvölgybe került 4 vereség, 3 döntetlen és 2 győzelem mellett mindössze 2 gólt szerzett, mindkettőt a Le Mans elleni 3–1-re megnyert mérkőzésen. A rossz széria eredményeképpen a Lyon kiszállt a bajnoki címért folytatott versengésből. Zsinórban 7 bajnoki cím után ebben az idényben nem sikerült begyűjteniük a nyolcadikat. Május 17-én megszerezte 15. és 16. gólját a Marseille elleni idegenbeli rangadón, az elsőt tizenegyesből. A bajnokságot végül 17 góllal zárta, ez a góllövőlista harmadik helyéhez volt elég. Nyáron elhagyta nevelőegyesületét 13 év után, és a spanyol fővárosba tette át székhelyét.

### Real Madrid

#### 2009–2010-es szezon

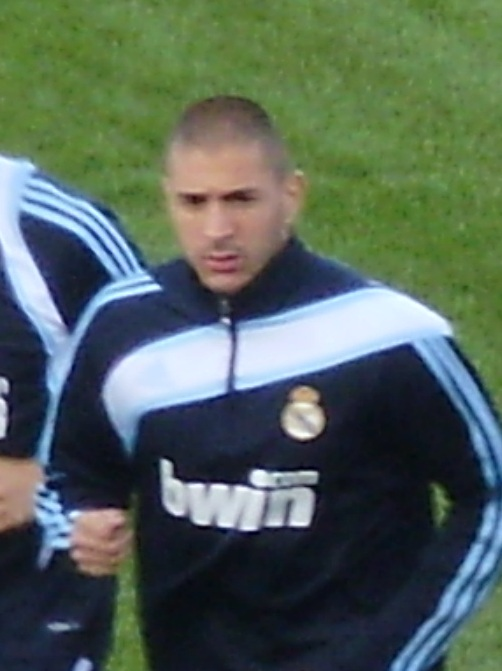
Karim Benzema a Real Madridban

2009. július 1-jén jelentették be, hogy Benzema hivatalosan is a Real Madrid játékosa lett. 35 millió euróért váltott klubot, azonban bizonyos kritériumok teljesülése esetén ez az összeg elérheti a 41 millió eurót is. Július 9-én sikeresen átesett az orvosi vizsgálatokon, majd aláírta 6 éves szerződését. Ugyanezen a napon hivatalosan is bemutatták a Santiago Bernabéu Stadionban, ugyanúgy, mint Kaká vagy Cristiano Ronaldo esetében. Július 20-án mutatkozhatott be új csapatában egy felkészülési mérkőzésen a Shamrock Rovers ellen, Dublinban, mint félidei csere. Bemutatkozása remekül sikerült, hiszen a 87. percben szerzett góljával megnyerte a meccset a Real Madrid. Augusztus 24-én két gólt szerzett a norvég Rosenborg ellen a Santiago Bernabéu Kupán.
Augusztus 29-én debütált hivatalos mérkőzésen, a Deportivo elleni bajnoki nyitányon. Első hivatalos gólját szeptember 20-án szerezte a Xerez ellen megnyert 5–1-es mérkőzésen. November 3-án szerezte első Bajnokok Ligája gólját RealMadrid mezben a Milan ellen a San Siróban. Mindössze 33 mérkőzésen lépett pályára a szezonban, ezeken 9 gólt szerzett, Pellegrininél a padra szorult, 27 bajnoki mérkőzésen 8 gólt szerzett.

#### 2010–2011-es szezon
Manuel Pellegrinit menesztették, helyére az Interrel triplázó José Mourinhót nevezték ki vezetőedzőnek. Eleinte a portugálnál is csereként lépett pályára, azonban Gonzalo Higuaín súlyos sérülése okán Benzema a kezdőcsapat tagja lett, ugyanis a keretben nem volt más csatár rajta kívül. Benzema pedig meghálálta a bizalmat, és idővel elkezdte termelni a gólokat. December 4-én mesterhármast jegyzett az Auxerre elleni Bajnokok Ligája csoportmérkőzésen. Nem sokkal később, december 22-én újabb triplát szerzett, ezúttal a spanyol kupában a Levante ellen, csapata végül 8–0-ra nyert.
2011. február 22-én történelmi gólt szerzett a Bajnokok Ligájában: éppen volt csapata, a Lyon ellen szerzett gólt, amely a Real Madrid első gólja volt a Stade de Gerlandban. Benzemának mindössze 40 másodperc kellett, hogy becserélése után betaláljon. Gólját nem ünnepelte, ezzel tisztelve volt klubját és szurkolóit. A tavaszt remek formában futballozta végig, csapat egyik legjobbja volt a szezon második felében. Egy kisebb sérülés miatt kénytelen volt kihagyni néhány hetet, azonban formáját megtartotta, góllal tért vissza a pályára a Valencia elleni mérkőzésen, melyet csapat 6–3-ra nyert meg. A bajnokság zárófordulójában kétszer is betalált az Almería ellen. Összesen 48 mérkőzésen lépett pályára, ezeken 26 gólt szerzett, mellyel csapata második legeredményesebb játékosa lett Cristiano Ronaldo után.

#### 2011–2012-es szezon
Benzema remek előszezont produkált, 8 mérkőzésen 7 alkalommal vette be az ellenfelek hálóját, amivel Európa legeredményesebb játékosa lett az előszezon alatt. Szeptember 10-én megszerezte első dupláját az új szezonban a Getafe ellen. 2011. december 10-én megszerezte az El Clásicók történetének leggyorsabb gólját: mindössze 22 másodperc kellett Benzemának, hogy bevegye a Barcelona kapuját.

#### 2012–2013-as szezon
Az első Bajnokok Ligája-meccsen kezdő volt a Manchester City ellen a Santiago Bernabéuban, a mérkőzést 3–2-re nyerték meg.
2012. október 4-én az Ajax otthonában 4–1-re nyertek, és Benzema is kivette a részét egy góllal. Október 7-én a Barcelona ellen kezdő volt, de nem tett sokat a meccshez, 2–2-re Cristiano Ronaldo és Lionel Messi duplájával végződött az El Clásico.

#### 2017–2018-as szezon
2018. április 2-án a 400. mérkőzését játszotta a Real Madridban.

### El-Áttihád
2023. június 6-án a szaúd-arábiai el-Áttihád bejelentette a játékos szerződtetését.

### A válogatottban
Az U17-es válogatott tagjaként 2004-ben Európa-bajnokságot nyert, ahol a hátán vitte a csapatot. Az akkori csapatban szerepelt többek között Samir Nasri és Hatem Ben Arfa is. A francia válogatottban 2007-től szerepel. Első válogatottbeli gólját 2007. március 28-án szerezte Ausztria ellen. Ezután duplázni tudott, mégpedig a Feröer-szigetek elleni mérkőzésen (6–0). A 2008-as Eb-n bekerült a keretbe, de a válogatott már a csoportkörben búcsúzott. Azóta 3 gólt lőtt barátságos mérkőzéseken. Az utolsó előttit 2009. június 5-én a török labdarúgó-válogatott ellen a Stade de Gerland-ban.
De Londonban, a Wembley Stadionban is gólt szerzett, az angolok elleni első találat az ő nevéhez fűződik. A francia csapat 2–1 arányban legyőzte a vb kudarctól csüggedt angol válogatottat, pedig a magyarokat már megverték az angolok egy önbizalomerősítő meccsen.
2022-ben jelentette be visszavonulását.

## Statisztika

### Klub
2022. szeptember 6. szerint
| Klub               | Szezon             | Bajnokság | Bajnokság | Bajnokság | Kupa  | Kupa  | Kupa  | Európa | Európa | Európa | Összesen | Összesen | Összesen |
| Klub               | Szezon             | Mérk.     | Gólok     | Gólp.     | Mérk. | Gólok | Gólp. | Mérk.  | Gólok  | Gólp.  | Mérk.    | Gólok    | Gólp.    |
| ------------------ | ------------------ | --------- | --------- | --------- | ----- | ----- | ----- | ------ | ------ | ------ | -------- | -------- | -------- |
| Lyon               | 2004–05            | 6         | 0         | 1         | 0     | 0     | 0     | 0      | 0      | 0      | 6        | 0        | 1        |
| Lyon               | 2005–06            | 13        | 1         | 1         | 2     | 2     | 1     | 1      | 1      | 0      | 16       | 4        | 2        |
| Lyon               | 2006–07            | 21        | 5         | 2         | 4     | 1     | 0     | 3      | 2      | 0      | 28       | 8        | 2        |
| Lyon               | 2007–08            | 36        | 20        | 7         | 9     | 7     | 1     | 7      | 4      | 2      | 52       | 31       | 8        |
| Lyon               | 2008–09            | 36        | 17        | 2         | 4     | 1     | 0     | 8      | 5      | 1      | 48       | 23       | 3        |
| Lyon               | Összesen           | 112       | 43        | 13        | 19    | 11    | 2     | 19     | 12     | 3      | 150      | 66       | 18       |
| Real Madrid        | 2009–10            | 27        | 8         | 3         | 1     | 0     | 0     | 5      | 1      | 1      | 33       | 9        | 4        |
| Real Madrid        | 2010–11            | 33        | 15        | 6         | 7     | 5     | 2     | 8      | 6      | 1      | 48       | 26       | 9        |
| Real Madrid        | 2011–12            | 34        | 21        | 11        | 7     | 4     | 3     | 11     | 7      | 5      | 52       | 32       | 19       |
| Real Madrid        | 2012–13            | 30        | 11        | 11        | 8     | 4     | 3     | 10     | 5      | 5      | 48       | 20       | 19       |
| Real Madrid        | 2013–14            | 35        | 17        | 9         | 6     | 2     | 1     | 11     | 5      | 5      | 52       | 24       | 15       |
| Real Madrid        | 2014–15            | 29        | 15        | 10        | 3     | 0     | 1     | 10     | 6      | 3      | 42       | 21       | 14       |
| Real Madrid        | 2015–16            | 27        | 24        | 7         | –     | –     | –     | 9      | 4      | 0      | 36       | 28       | 7        |
| Real Madrid        | 2016–17            | 29        | 11        | 5         | 3     | 1     | 1     | 16     | 7      | 1      | 48       | 19       | 7        |
| Real Madrid        | 2017–18            | 31        | 5         | 10        | 3     | 2     | 0     | 12     | 5      | 1      | 46       | 12       | 11       |
| Real Madrid        | 2018–19            | 36        | 21        | 7         | 6     | 4     | 1     | 11     | 5      | 3      | 53       | 30       | 11       |
| Real Madrid        | 2019–20            | 37        | 21        | 8         | 3     | 1     | 1     | 8      | 5      | 2      | 48       | 27       | 11       |
| Real Madrid        | 2020–21            | 34        | 23        | 9         | 2     | 1     | –     | 10     | 6      | –      | 46       | 30       | 9        |
| Real Madrid        | 2021–22            | 32        | 27        | 12        | 2     | 2     | 1     | 12     | 15     | 2      | 46       | 44       | 15       |
| Real Madrid        | 2022–23            | 4         | 3         | 1         | 0     | 0     | 0     | 2      | 1      | 0      | 6        | 4        | 1        |
| Összesen           | Összesen           | 419       | 222       | 117       | 55    | 26    | 14    | 137    | 79     | 29     | 611      | 327      | 160      |
| Karrierje összesen | Karrierje összesen | 551       | 280       | 142       | 72    | 37    | 14    | 156    | 91     | 32     | 779      | 408      | 188      |

### A válogatottban
Legutóbb 2022. június 13-án lett frissítve.
| Nemzeti csapat | Év       | Mérk. | Gólok |
| -------------- | -------- | ----- | ----- |
| Franciaország  | 2007     | 8     | 3     |
| Franciaország  | 2008     | 11    | 2     |
| Franciaország  | 2009     | 8     | 3     |
| Franciaország  | 2010     | 5     | 3     |
| Franciaország  | 2011     | 10    | 2     |
| Franciaország  | 2012     | 12    | 2     |
| Franciaország  | 2013     | 10    | 2     |
| Franciaország  | 2014     | 13    | 8     |
| Franciaország  | 2015     | 4     | 2     |
| Franciaország  | 2021     | 13    | 9     |
| Franciaország  | 2022     | 3     | 1     |
| Összesen       | Összesen | 97    | 37    |

### Válogatott góljai
Legutóbb frissítve: 2022. június 3-án lett.
| #  | Dátum               | Helyszín                                              | Válogatottság | Ellenfél            | Gól | Végeredmény | Verseny                               |
| -- | ------------------- | ----------------------------------------------------- | ------------- | ------------------- | --- | ----------- | ------------------------------------- |
| 1  | 2007. március 28.   | Stade de France, Saint-Denis, Franciaország           | 1             | Ausztria            | 1–0 | 1–0         | Barátságos mérkőzés                   |
| 2  | 2007. október 13.   | Tórsvøllur, Tórshavn, Feröer-szigetek                 | 5             | Feröer              | 3–0 | 6–0         | 2008-as Európa-bajnokság-selejtező    |
| 3  | 2007. október 13.   | Tórsvøllur, Tórshavn, Feröer-szigetek                 | 5             | Feröer              | 5–0 | 6–0         | 2008-as Európa-bajnokság-selejtező    |
| 4  | 2008. augusztus 20. | Ullevi, Göteborg, Svédország                          | 14            | Svédország          | 1–1 | 3–2         | Barátságos mérkőzés                   |
| 5  | 2008. október 14.   | Stade de France, Saint-Denis, Franciaország           | 18            | Tunézia             | 3–1 | 3–1         | Barátságos mérkőzés                   |
| 6  | 2009. június 5.     | Stade de Gerland, Lyon, Franciaország                 | 24            | Törökország         | 1–0 | 1–0         | Barátságos mérkőzés                   |
| 7  | 2009. október 10.   | Stade de Roudourou, Guingamp, Franciaország           | 26            | Feröer              | 5–0 | 5–0         | 2010-es világbajnokság-selejtező      |
| 8  | 2009. október 14.   | Stade de France, Saint-Denis, Franciaország           | 27            | Ausztria            | 1–0 | 3–1         | 2010-es világbajnokság-selejtező      |
| 9  | 2010. szeptember 7. | Koševo Stadion, Szarajevó, Bosznia-Hercegovina        | 29            | Bosznia-Hercegovina | 1–0 | 2–0         | 2012-es Európa-bajnokság-selejtező    |
| 10 | 2010. október 12.   | Stade Saint-Symphorien, Metz, Franciaország           | 31            | Luxemburg           | 1–0 | 2–0         | 2012-es Európa-bajnokság-selejtező    |
| 11 | 2010. november 17.  | Wembley Stadion, London, Anglia                       | 32            | Anglia              | 1–0 | 2–1         | Barátságos mérkőzés                   |
| 12 | 2011. február 9.    | Stade de France, Saint-Denis, Franciaország           | 33            | Brazília            | 1–0 | 1–0         | Barátságos mérkőzés                   |
| 13 | 2011. szeptember 2. | Stadiumi Qemal Stafa, Tirana, Albánia                 | 39            | Albánia             | 1–0 | 2–1         | 2012-es Európa-bajnokság-selejtező    |
| 14 | 2012. június 5.     | MMArena, Le Mans, Franciaország                       | 45            | Észtország          | 2–0 | 4–0         | Barátságos mérkőzés                   |
| 15 | 2012. június 5.     | MMArena, Le Mans, Franciaország                       | 45            | Észtország          | 3–0 | 4–0         | Barátságos mérkőzés                   |
| 16 | 2013. október 11.   | Parc des Princes, Párizs, Franciaország               | 61            | Ausztrália          | 6–0 | 6–0         | Barátságos mérkőzés                   |
| 17 | 2013. október 15.   | Stade de France, Saint-Denis, Franciaország           | 62            | Finnország          | 3–0 | 3–0         | 2014-es világbajnokság-selejtező      |
| 18 | 2013. november 19.  | Stade de France, Saint-Denis, Franciaország           | 64            | Ukrajna             | 2–0 | 3–0         | 2014-es világbajnokság-póselejtezó    |
| 19 | 2014. március 5.    | Stade de France, Saint-Denis, Franciaország           | 65            | Hollandia           | 1–0 | 2–0         | Barátságos mérkőzés                   |
| 20 | 2014. június 8.     | Stade Pierre-Mauroy, Villeneuve-d’Ascq, Franciaország | 66            | Jamaica             | 3–0 | 8–0         | Barátságos mérkőzés                   |
| 21 | 2014. június 8.     | Stade Pierre-Mauroy, Villeneuve-d’Ascq, Franciaország | 66            | Jamaica             | 5–0 | 8–0         | Barátságos mérkőzés                   |
| 22 | 2014. június 15.    | Estádio Beira-Rio, Porto Alegre, Brazília             | 67            | Honduras            | 1–0 | 3–0         | 2014-es világbajnokság                |
| 23 | 2014. június 15.    | Estádio Beira-Rio, Porto Alegre, Brazília             | 67            | Honduras            | 3–0 | 3–0         | 2014-es világbajnokság                |
| 24 | 2014. június 20.    | Itaipava Arena Fonte Nova, Salvador, Brazil           | 68            | Svájc               | 4–0 | 5–2         | 2014-es világbajnokság                |
| 25 | 2014. október 11.   | Stade de France, Saint-Denis, Franciaország           | 74            | Portugália          | 1–0 | 2–1         | Barátságos mérkőzés                   |
| 26 | 2015. október 8.    | Allianz Riviera, Nizza, Franciaország                 | 81            | Örményország        | 3–0 | 4–0         | Barátságos mérkőzés                   |
| 27 | 2015. október 8.    | Allianz Riviera, Nizza, Franciaország                 | 81            | Örményország        | 4–0 | 4–0         | Barátságos mérkőzés                   |
| 28 | 2021. június 23.    | Puskás Aréna, Budapest, Magyarország                  | 86            | Portugália          | 1–1 | 2–2         | 2020-as Európa-bajnokság              |
| 29 | 2021. június 23.    | Puskás Aréna, Budapest, Magyarország                  | 86            | Portugália          | 2–1 | 2–2         | 2020-as Európa-bajnokság              |
| 30 | 2021. június 28.    | Națională Aréna, Bukarest, Románia                    | 87            | Svájc               | 1–1 | 3–3 (h.u.)  | 2020-as Európa-bajnokság              |
| 31 | 2021. június 28.    | Națională Aréna, Bukarest, Románia                    | 87            | Svájc               | 2–1 | 3–3 (h.u.)  | 2020-as Európa-bajnokság              |
| 32 | 2021. október 7.    | Juventus Stadion, Torino, Olaszország                 | 91            | Belgium             | 1–2 | 3–2         | 2021-es UEFA Nemzetek Ligája-elődöntő |
| 33 | 2021. október 10.   | San Siro, Milánó, Olaszország                         | 92            | Spanyolország       | 1–1 | 2–1         | 2021-es UEFA Nemzetek Ligája-döntő    |
| 34 | 2021. november 13.  | Parc des Princes, Paris, Franciaország                | 93            | Kazahsztán          | 4–0 | 8–0         | 2022-es világbajnokság-selejtező      |
| 35 | 2021. november 13.  | Parc des Princes, Paris, Franciaország                | 93            | Kazahsztán          | 5–0 | 8–0         | 2022-es világbajnokság-selejtező      |
| 36 | 2021. november 16.  | Olimpiai Stadion, Helsinki, Finnország                | 94            | Finnország          | 1–0 | 2–0         | 2022-es világbajnokság-selejtező      |
| 37 | 2022. június 3.     | Stade de France, Saint-Denis, Franciaország           | 95            | Dánia               | 1–0 | 1–2         | 2022–2023-as UEFA Nemzetek Ligája     |

## Sikerei, díjai

### Klubszinten
Lyon
- Francia bajnokság (4): 2004–2005, 2005–2006, 2006–2007, 2007–2008
- Francia kupa (1): 2007–2008
- Francia szuperkupa (3): 2005, 2006, 2007

Real Madrid
- Spanyol bajnokság (4): 2011–12, 2016–17, 2019–20, 2021–22
- Spanyol kupa (2): 2010–11, 2013–14
- Spanyol szuperkupa (4): 2012, 2017, 2019–20, 2021–22
- UEFA Bajnokok Ligája (5): 2013–14, 2015–16, 2016–17, 2017–18, 2021–22
- Európai szuperkupa (4): 2014, 2016, 2017, 2022
- FIFA-klubvilágbajnokság (5): 2014, 2016, 2017, 2018, 2022

### Válogatott szinten
- UEFA Nemzetek Ligája: 2020-21
- Labdarúgó-világbajnokság: 2022 (ezüstérem)
- U17-es labdarúgó-Európa-bajnokság: 2004

### Egyéni
- A Ligue 1 gólkirálya: 2007–2008
- A Ligue 1 legjobb játékosa: 2007–2008
- A Ligue 1 „Az év csapata” játékosa: 2007–2008
- Az év francia labdarúgója: 2011, 2012, 2014,[48] 2021
- UNFP-díjak – Az év legjobb külföldön játszó francia labdarúgója: 2019
- Onze d’Or: 2021
- Pichichi-trófea: 2021–22
- Az év férfi labdarúgója az UEFA szavazásán: 2021–22[49]
- Aranylabda: 2022

### Fordítás
- Ez a szócikk részben vagy egészben  a   Karim Benzema című angol Wikipédia-szócikk ezen változatának fordításán alapul.  Az eredeti cikk szerkesztőit annak laptörténete sorolja fel. Ez a jelzés csupán a megfogalmazás eredetét és a szerzői jogokat jelzi, nem szolgál a cikkben szereplő információk forrásmegjelöléseként.